# Distrito electoral de Kinkaid (condado de Garfield, Nebraska)
Kinkaid (en inglés: Kinkaid Precinct) es un distrito electoral ubicado en el condado de Garfield en el estado estadounidense de Nebraska. En el Censo de 2010 tenía una población de 20 habitantes y una densidad poblacional de 0,11 personas por km².

## Geografía
Kinkaid se encuentra ubicado en las coordenadas 41°56′51″N 99°7′1″O / 41.94750, -99.11694. Según la Oficina del Censo de los Estados Unidos, Kinkaid tiene una superficie total de 184.73 km², de la cual 184.48 km² corresponden a tierra firme y (0.13%) 0.25 km² es agua.

## Demografía
Según el censo de 2010, había 20 personas residiendo en Kinkaid. La densidad de población era de 0,11 hab./km². De los 20 habitantes, Kinkaid estaba compuesto por el 90% blancos, el 0% eran afroamericanos, el 0% eran amerindios, el 0% eran asiáticos, el 0% eran isleños del Pacífico, el 0% eran de otras razas y el 10% pertenecían a dos o más razas. Del total de la población el 0% eran hispanos o latinos de cualquier raza.